# Коллегия святого Андрея
Колле́гия свято́го Андре́я (англ. St. Andrew's College, укр. Колегія св. Андрея) — высшее учебное заведение Украинской православной церкви Канады Константинопольского Патриархата, действующее как структурное подразделение Манитобского университета. Основан в 1946 году. Готовит кандидатов в священники и других обученных лиц для службы в Украинской Православной Церкви Канады и для других православных церквей. При Коллегии Святого Андрея существует обширная библиотека.

## История
Потребность в Богословской школе остро ощущалась уже с первых дней существования неканонической Украинской греко-православной церкви в Канаде. «Эта потребность вытекала из идеологии Церкви, как Церкви национально-украинской». С этой целью были открыты пастырские курсы в Саскатуне и Риджайне, впоследствии 1932 году в городе Виннипег, где проживало больше всего украинских эмигрантов, была организована Украинская греко-православная семинария, который просуществовала до 1944 года. За это время было подготовлено одиннадцать православных священников.
Конкретный план основания Коллегии святого Андрея был впервые предложен 29 июня 1943 году на Конференции духовенства и был ею одобрен. Кампания по сбору средств на Коллегию была официально провозглашена 15 января 1944 года.
В 1945 году было куплено здание. С осени 1946 года началась обучение в новой собственном здании. Торжественное открытие состоялось 26 ноября 1946 года. Новое учебное заведение создавалось как высшая школа теологического направления. Выпускники получали дипломы православного священника.
Для обучения предоставлялось несколько программ: средняя школа, богословский факультет, летние курсы украинской культуры для детей.
1952—1953 учебный год был последним для средней школы. Чуть позже начались переговоры с Манитобским университетом о соединении колледжа с университетом.
В 1962 года руководство Коллегии святого Андрея подписало контракт с Манитобским университетом, став ассоциированным колледжем данного университета, что давало ряд преимуществ: во-первых, она признана высшей школой государственного уровня; во-вторых, рядом с богословским открыт гуманитарный факультет, что позволило присоединиться к системе канадского государственного университета; в-третьих, качественно увеличивался преподавательский состав; в-четвёртых, увеличивалось количество студентов, поскольку право поступления имели украинцы различных вероисповеданий.
Поскольку Коллегия святого Андрея стала частью Манитобского университета, с июля 1964 года её новое помещение расположилось в кампусе Форт-Гарри Манитобского университета.
Для облегчения процесса интеграции и, в частности, разработки и аккредитации соответствующего программы гуманитарных курсов, в качестве основы предстоящего присоединения, колледж нанял протоиерея Олега Кравченко, бывшего на тот момент преподавателем в Университете Саскачевана, и в 1973 году, назначил его деканом гуманитарных наук, а в 1974 году — деканом факультета. Его миссия заключалась в подготовке колледжа к его полной аффилиации с университетом. Возобновились летние программы для детей. Построили общежитие для своих студентов.
В январе 1981 году Коллегия подписала соглашение об аффиляции (присоединении) с Манитобским университетом на основании его гуманитарной программе, состоящий из 17 курсов по языку, изящным искусствам, истории, географии, религии, литературы, фольклористики и политологии. Они стали основой вновь созданного Центра украинско-канадских исследований (Centre for Ukrainian Canadian Studies), разместившегося в колледже Святого Андрея в Университете Манитобы.

## Современное состояние
В колледже имеется часовня, где ежедневно проходят службы. Студенты принимают активное участие в церковном хоре, богослужении и в молитвах. Часовня открыта для всех студентов университета. Имеется библиотека, в фондах которой более 40 тысяч книг, где хранится множество ценных материалов по украиноведческой тематике. В 1971 году фонды библиотеки пополнились личной библиотекой Илариона (Огиенко).
Коллегия святого Андрея стремится поддерживать всех успешных студентов Манитобского университета, которые изучают украинское канадское наследие или православие.
Как указано на официальном сайте, «Коллегия существует, чтобы способствовать развитию духовного, научного, культурного и нравственного руководства в Церкви, украинско-канадской общине и канадском сообществе».